# Вільний ринок
Ві́льний ри́нок (англ. free market) — ринок, на якому державне регулювання і втручання не мають ніякого впливу на співвідношення попиту і пропозиції. Вільний ринок заснований на економічній відособленості юридично вільних товаровиробників, тримається на системі вільного підприємництва. 
На вільному ринку в результаті взаємодії попиту і пропозиції встановлюються ринкові ціни, які, в свою чергу, є сигнальною системою ринку для покупців (попит) і продавців (пропозиції).
Вільний ринок передбачає умови для добровільного обміну, коли угоди між покупцями і продавцями відбуваються за їхньою власною згодою без втручання третьої сторони, зокрема держави (у вигляді податків та державних регуляцій).
В економічній теорії вільний ринок — це ідеалізована когнітивна модель економічної системи, в якій ціни на товари та послуги визначаються попитом і пропозицією, вираженими продавцями та покупцями. Модель такого ринку функціонує без втручання уряду чи будь-якої іншої зовнішньої влади. Прихильники вільного ринку як нормативного ідеалу протиставляють його регульованому ринку, на якому уряд втручається в попит і пропозицію за допомогою різних методів, таких як податки чи регулювання. В умовах ідеалізованої вільної ринкової економіки ціни на товари та послуги встановлюються виключно запитами та пропозиціями учасників.
Науковці протиставляють концепцію вільного ринку концепції скоординованого ринку в таких галузях дослідження, як політична економія, нова інституційна економіка, економічна соціологія та політологія. Усі ці поля підкреслюють важливість у нині існуючих ринкових системах інституцій, що виробляють правила, поза простими силами попиту та пропозиції, які створюють простір для дії цих сил, щоб контролювати продуктивний випуск і розподіл. Хоча вільні ринки зазвичай асоціюються з капіталізмом у сучасному вживанні та популярній культурі, вільні ринки також були компонентами деяких форм ринкового соціалізму.
Критика теоретичної концепції може стосуватися реальності труднощів регулювання систем для запобігання значному домінуванню на ринку, нерівності переговорної сили або інформаційної асиметрії, щоб дозволити ринкам функціонувати більш вільно.
Історично вільний ринок також використовувався як синонім до інших економічних концепцій. Наприклад, прихильники капіталізму laissez-faire можуть називати його капіталізмом вільного ринку, оскільки вони стверджують, що він забезпечує найбільшу економічну свободу.

## Ознаки вільного ринку
Ознаки вільного ринку - ознаки ринку з досконалою конкуренцією, а саме:
- кількість покупців і продавців настільки велика, що дії окремого з них не здатні вплинути на ринкову ціну;
- вхід і вихід покупців на ринок вільний;
- інформація однаково доступна для усіх учасників ринку.

## Моделі вільного ринку
Ринок відкритий — ринок, торгувати на якому можуть усі охочі, а ціни визначаються шляхом взаємодії попиту та пропозиції.
Ринок вільний і відкритий — ринок, на якому попит і пропонування нічим не обмежуються і вільно формують ціни (на відміну від контрольованого ринку).
Ринок з недостатнім попитом — активний і конкурентний ринок, на якому поєднуються великий обсяг операцій і вузький розрив між цінами покупця і продавця.
Ринок змішаний — ринок, на якому одні ціни підвищуються, інші — знижуються.
Ринок інвертний — ринок, на якому ціни на наявний товар вище від котирувань за угодами на термін, а ціни на товари з найближчими термінами постачання вище за ціни далеких позицій.
Ринок млявий — ринок, на якому укладається відносно мало угод і ціни майже не змінюються.

## Переваги вільного ринку
Вільний ринок — апріорно бездефіцитний ринок, оскільки він функціонує на основі саморегулювання, спрямований на задоволення різноманітних потреб людини за допомогою рівноважних цін на базі попиту-пропозиції, створює орієнтири для капіталовкладень і виробництва, забезпечує ефективний розподіл обмежених ресурсів серед альтернативних споживачів.
Для вільного ринку характерні такі основні переваги:
- сприяння ефективнішому розподілу ресурсів під час виробництва необхідних для суспільства та його членів товарів і послуг;
- гнучка і висока адаптивність до умов, що змінюються.

## Теоретична основа вільного ринку
Докладніше: Досконала конкуренція
Теоретичною основою вільного ринку є мікроекономічна модель ринку з досконалою конкуренцією. У цій моделі ринок з досконалою конкуренцією досягає рівноваги між попитом і пропозицією завдяки ціновому механізму. Коливання ринкової ціни є ціновими сигналами для учасників ринку.
Французький економіст Леон Вальрас (1834-1910) математично довів можливість досягнення одночасної рівноваги на багатьох ринках.